# Кропив'янка аравійська
Кропи́в'янка аравійська (Curruca leucomelaena) — вид горобцеподібних птахів родини кропив'янкових (Sylviidae). Мешкає в Східній Африці та на Аравійському півострові.

## Опис
Довжина птаха становить 14,5-16 см. Постава тіла вертикальна, крила короткі, округлі, хвіст довгий, східчастий, постійно рухається вверх-вниз. У самців верхня частина тіла сірувато-коричнева, нижня частина тіла блідо-сіра, верхня частина голови і хвіст чорнувато-коричневі, горло білувате, навколо очей білі кільця. У самиць верхня частина голови і хвіст шоколадно-коричневі, кільця навколо очей менш помітні.

## Підвиди
Виділяють чотири підвиди:
- C. l. leucomelaena Hemprich & Ehrenberg, 1833 — гори на заході Саудівської Аравії, в Ємені і західному Омані;
- C. l. negevensis (Shirihai, 1988) — рифтова долина Ваді-ель-Араба на кордоні Ізраїлю і Йорданії;
- C. l. blanfordi (Seebohm, 1879) — південний схід Єгипту (Ельба), північний схід Судану і Еритрея;
- C. l. somaliensis (Sclater, WL & Mackworth-Praed, 1918) — Джибуті і північ Сомалі.

## Поширення і екологія
Аравійські кропив'янки мешкають в районі Червоного моря і Аденської затоки, поширені в Саудівській Аравії, Ємені, Омані, Ізраїлі, Йорданії, Єгипті, Судані, Еритреї, Джибуті і Сомалі. Вони живуть в сухих саванах, акацієвих заростях і напвпустелях, зустрічаються на висоті від 250 до 1900 м над рівнем моря, місцями на висоті до 3000 м над рівнем моря. Живляться комахами та іншими дрібними безхребетними, а також ягодами. В Ізраїлі сезон розмноження триває з лютого до середини червня. Гніздо чашоподібне, в кладці 2-3 яйця. Інкубаційний період триває 15-16 днів, насиджують і самиці, і самці. За сезон може вилупитися кілька виводків.